# Lasiochlora bicolor
Lasiochlora bicolor là một loài bướm đêm trong họ Geometridae.